# Улица Киселёва (Гомель)
Улица Киселёва  — улица в Железнодорожном районе Гомеля, расположена к югу от железнодорожного вокзала и идёт параллельно железнодорожным путям. Начинается от Привокзальной площади.

## История
Улица начала формироваться с конца XIX века. Вдоль будущей улицы выстраивались различные служебные строения железнодорожного вокзала. В 1920-е годы в начале улицы возводится Дворец культуры им. В. И. Ленина.
В 1977 году улица названа в честь Г. Я. Киселёва, заместителя Председателя Совета Министров БССР (1968—1970).
В 1990 году был возведён новый пешеходный мост через ж/д пути.

## Архитектура
- Здание железнодорожного училища (ул. Кирова, 2) — возведено в начале XX века архитектором С. Шабуневским в стиле модерн.

### Несохранившиеся
- Здание кинотеатра «Иллюзион» (перестроенные пригородные кассы начала 20-го века).

## Интересные факты
- У некоторых гомельских историков бытует мнение, что с 1949 года улица Киселёва носила название Юбилейная[2].